# Historia de Bariq
Bariq (También traducido como Barik o Bareq, en árabe: بارق‎) fue fundado en 220 d. C.  Es parte  del territorio conocido históricamente como Yemen, el cual se remonta al segundo milenio a. C. Fue habitado por las tribus inmigrantes de Yemen del sur llamaron Bariq, quienes pertenecen a la tribu antigua Al-Azd los cuales tiene muchos clanes vinculados a él.

## Introducción
Bariq fue conocido antes de la llegada del Islam como Badiyar Bariq (en árabe: بديار باريق‎), y  formó parte de la vieja ruta comercial  de Yemen a Meca y  Levant, un viaje anual. También se celebra Suq Hubasha, en el primer mes de Rajab, el cual era el mercado principal  para Azd. Tanto el mercado y los convoyes estuvieron protegidos por  Bareq. Suq Habasha fue quizás el más grande árabe souq y también el último del Jahiliyyah (preislámico) mercados para ser destruidos.
A mitad del siglo siete d. C., tribus de Bariq adoptaron el Islam y jugaron una función crucial en las conquistas islámicas, asentandose en muchos países después de la conquista musulmana
Bariq ha sido mencionado por muchos historiadores de la era islámica y escritores árabes como Ibn Ishaq, Ibn Al-Kalbi, Ibn Hisham, Ya'qubi, Al-Baladhuri, ibn Khayyat, al-Tabari, Ibn Duraid y otros.
La primera mención  de Bariq en antiguos libros de geografía fue en los libros de Geografía de la arabia peninsular de Hāmdāni. Al-Hamawi también mencionó Bariq en su libro.

## Establecimiento de Bariq
Bariq se remonta a 4,000 años atrás cuándo fue habitado primero por Hwaila ibn yaktan y su dinastía. Más tarde se unió El Reino de Saba durante el siglo IV a. C., y estuvo gobernado por El Reino de Himyarite durante el primer siglo a. C.

## Geología
Bareq fue incluido dentro del Escudo árabe, el cual consta de metamórfico, subterráneo, y el granito de roca pertenecer al Proterozoic era (Precambrian). Sus valles están cubiertos por sedimentos de grava y arena y fracturas y grietas las cuales pasaron a través del Escudo árabe durante tiempos geológicos antiguos. Bariq esta 412 metros sobre el nivel del mar, y su terreno puede ser dividido a dos partes:
- Tierras altas: Rodean Bareq encima por todos los  lados excepto el lado del norte, y  constan de montañas altas, algunos del cual aumenta a aproximadamente 2,000 metros encima nivel de mar.
- Tierras bajas:  Constan de llanuras y valles, los cuales constituyen más de la mitad de Bareq. Estas llanuras y los valles son hogar de muchos de los pueblos de Bariq.
- Hay también algunos bosques en el norte y del sur de Bareq, como:
  1. Bosque Hawiyah: localizado al norte de Bareq.
  2. Bosque Khabet Al Hajari: localizado al noroeste de Bareq, y al este se encuentra el nuevo parque de Bareq.
  3. Bosque Al-Humdh: localizado al norte de Bareq.